# Novovasîlivka, Kazanka
Novovasîlivka (în ucraineană Нововасилівка) este un sat în comuna Dmîtrivka din raionul Kazanka, regiunea Mîkolaiiv, Ucraina.

## Demografie
Componența lingvistică a localității Novovasîlivka
     Ucraineană (91,09%)
     Rusă (6,93%)
     Română (1,98%)
Conform recensământului din 2001, majoritatea populației localității Novovasîlivka era vorbitoare de ucraineană (91,09%), existând în minoritate și vorbitori de rusă (6,93%) și română (1,98%).